# Kohistan (Sind)
Kohistan fou el nom assignat a un territori estèril i muntanyós a l'est del districte de Karachi, avui al districte de Jamshoro al Sind, format per derivacions de la serralada de Kirthar. El país és sec i depèn pels cultius de la pluja; els rius són estacionals i anomenats uai's, sent el principal el Baran, que desaigua a l'Indus sota Kotri al districte de Thatta. La població el 1901 era de 12.877 habitants, la majoria nòmades, en gran part balutxis.